# بخش نامسای
بخش نامسای (به انگلیسی: Namsai district) یک منطقهٔ مسکونی در هند است که در آروناچال پرادش واقع شده‌است. بخش نامسای ۱٬۵۸۷ کیلومتر مربع مساحت و ۹۵٬۹۵۰ نفر جمعیت دارد.